# Fanerozoik
Fanerozoik je trenutno geološko razdoblje Zemlje. To je vrijeme tijekom kojega postoji bogatstvo raznih životinjskih oblika. Otprilike pokriva 541 milijun godina i započinje u doba kad su se prvi put pojavile raznolike životinje s tvrdim ljuskama. 
Fanerozoički eon još uvijek traje. Vrijeme prije početka fanerozoika zove se prekambrij. Točno vrijeme koje označava granicu između fanerozoika i prakambrija još uvijek nije najjasnije. U 19. stoljeću, granica je bila određena s pojavom prvih raširenih metazojskih fosila. Ali nekiliko stotina taxa prekambrijskih Metazoa je identificirano otkada je počelo njihovo sistematsko proučavanje 1950.-ih. Većina geologa i paleontologa bi kao prakambrijsko-fanerozoičku granicu odredilo ili klasičnu točku, gdje se pojavljuju prvi trilobiti i arheocijate; prvu pojavu složenih jazbina za prehranu zvanih "Phycodes pedum"; ili prvu pojavu malih, uglavnom neartikulaarnih, oklopljenih oblika zvanih mala školjkasta fauna. Te tri razdijelne točke međusobno su udaljene nekoliko milijuna godina jedna od druge. 
Fanerozoik je podijeljen u tri ere: paleozoik, mezozoik i kenozoik. Vremenski period fanerozoika uključuje naglu pojavu različitih vrsta životinjskog stabala; evoluciju tog stabla u različite oblike; pojavu kopnenih biljaka; razvitak složenih biljaka; evoluciju riba; pojavu kopnenih životinja; i razvitak moderne faune. Tijekom tog razdoblja kontinenti su se razdvojili, ponovno skupili u jedinstvenu kopnenu masu zvanu Pangea i konačno razdvojili u šest različitih kontinentalnih masa.